# Орландо Блум
Орла́ндо Джо́натан Бла́нчард Блум (англ. Orlando Jonathan Blanchard Bloom; нар. 13 січня 1977) — британський актор, популярність якому принесли ролі Леґоласа в екранізації романів Джона Толкіна про світ Середзем'я та Вільяма Тернера в кіноепопеї «Пірати Карибського моря».

## Біографія

### Ранні роки
Народився в Кентербері, графство Кент, Велика Британія. Батьки назвали Орландо на честь англійського композитора 17 століття Орландо Гіббонса.
Його мати Соня займалася бізнесом, керувала мовною школою для іноземних студентів, а також захоплювалася письменством. Батько, Гаррі Блум, єврей родом з ПАР, був професором права в Університеті Кента. Раніше він вів боротьбу проти апартеїду в ПАР, був одним з адвокатів Нельсона Мандели. Згодом Гаррі Блум написав кілька книг про расову сегрегацію в ПАР, за що переслідувався південноафриканським урядом й в 1963 році був змушений емігрувати до Великої Британії.
У 4 роки він втратив батька, вихованням хлопчика та його старшої сестри Саманти займалася мати й близький друг родини Блумів, Колін Стоун, призначений їхнім опікуном. Пізніше, коли Орландо було 13 років, мати відкрила йому, що насправді саме Стоун є його біологічним батьком.
Юний захоплювався конями й був непоганим наїзником, що згодом стало корисним в його майбутній кінокар'єрі. Навчання в школі давалося Орландо важко — він мав дислексію (погано запам'ятовував і плутав обриси букв), а тому часто ставав об'єктом глузувань однолітків. Попри це, він намагався вчитися щосили в школі Святого Ентмунда. Мати заохочувала його заняття мистецтвом, театром і фотографією.

### Початок кар'єри
Орландо вирішив стати актором після перегляду фільму «Шахрай» з Полом Ньюманом.
Дебют Блума на сцені відбувся ще в дитинстві, коли він взяв участь у декількох шкільних постановках. 1993 року у віці 16 років він вирушив до Лондона і провів два сезони, граючи на сцені Національного молодіжного театру Лондона, після чого одержав грант на річне навчання в Британсько-американській академії драматичного мистецтва. Під час навчання він взяв участь у постановці «Прогулянка у віденському лісі», а також обзавівся власним агентом.
У 1996 році Блум дебютував на телебаченні в декількох епізодах серіалу «Нещасний випадок», а в 1997 році вперше з'явився на кіноекрані — у біографічній драмі «Вайльд» зі Стівеном Фраєм і Джудом Лоу в головних ролях. У цій картині Блум з'явився в епізодичній ролі юнака-проститута.
Далі Блум протягом трьох років продовжував удосконалювати акторську майстерність у лондонській Ґілдголлській школі музики й театру, де вивчення п'єс Шекспіра, Мільтона й Чехова допомогло йому позбутися дислексії — хвороби, яку актор мав з юних років. У той же період Блум взяв участь у декількох театральних постановках — «Дванадцята ніч» Шекспіра, «Троянки» Евріпіда, «Чайка» Чехова, «Мефісто» та інших.
У 1998 році Блум ледь не загинув — намагаючись забратися на дах тераси, він зірвався й, пролетівши три поверхи, упав і серйозно пошкодив хребет. Попри невтішні прогнози (лікарі вважали, що він до кінця життя залишиться прикутим до ліжка), Блум після вдалої операції швидко одужав й вийшов з лікарні вже через дванадцять днів.

### Визнання
Наприкінці третього року навчання Блум взяв участь в кастингу на роль Фарамира в масштабному проєкті новозеландського режисера Пітера Джексона — екранізації роману Толкіна «Володар перснів». Незабаром Джексон повідомив його, що роль Фарамира дісталася Девіду Венхему, і запропонував Блуму набагато привабливішу роль — ельфа Леголаса, принца Лісового королівства й одного з хранителів Персня Всевладдя. Орландо погодився і, взявши в 2000 році участь в одному з епізодів телесеріалу «Суто англійські вбивства», вирушив на 18 місяців до Нової Зеландії, де проходило знімання першої частини трилогії — «Володар перснів: Братерство персня».
Після напружених знімань актор виїхав із друзями в Індію й зустрів там Різдво 2001 року, не підозрюючи про величезний успіх «Братерства кільця». Повернувшись із подорожі, він дізнався, що став всесвітньо відомим, а його ім'я ввійшло у двадцятку найпопулярніших запитів у системах пошуку Інтернета. Роль Леголаса стала для Блума пропуском у кіно й принесла премію «Імперія» як найкращому дебютанту.
У тому ж році Блум знявся в ролі новобранця Тодда Блекберна у військовій драмі Рідлі Скотта «Падіння чорного яструба». Стрічка була насичена знятими із трагічною правдоподібністю сценами бою і була заснована на реальних подіях— операції американських миротворчих сил в Сомалі 3 жовтня 1993 року.
У 2002–2003 Блум продовжив знімання в Джексона в кінцевих частинах трилогії — «Володар перснів: Дві вежі» і «Володар перснів: Повернення короля», — а потім знявся в ролі грабіжника Джозефа Бірна в біографічній драмі «Банда Келлі», фільмі про народного героя Австралії бандита Неде Келлі, що мав славу «австралійського Робіна Гуда». За роль Бірна Орландо був номінований на премію Австралійського інституту кіно як найкращий актор другого плану.
Далі в 2003 році була ще одна важлива в кар'єрі Орландо робота — роль Вілла Тернера в пригодницькому фільмі Гора Вербінські «Пірати Карибського моря: Прокляття «Чорної перлини»». Партнерами Блума стали Джонні Депп, що зіграв пірата капітана Джека Горобця, Кіра Найтлі й Джеффрі Раш. Фільм з великим успіхом показали у кінотеатрах багатьох країн світу й він зібрав у світовому прокаті понад 650 мільйонів доларів. 

### Продовження кар'єри

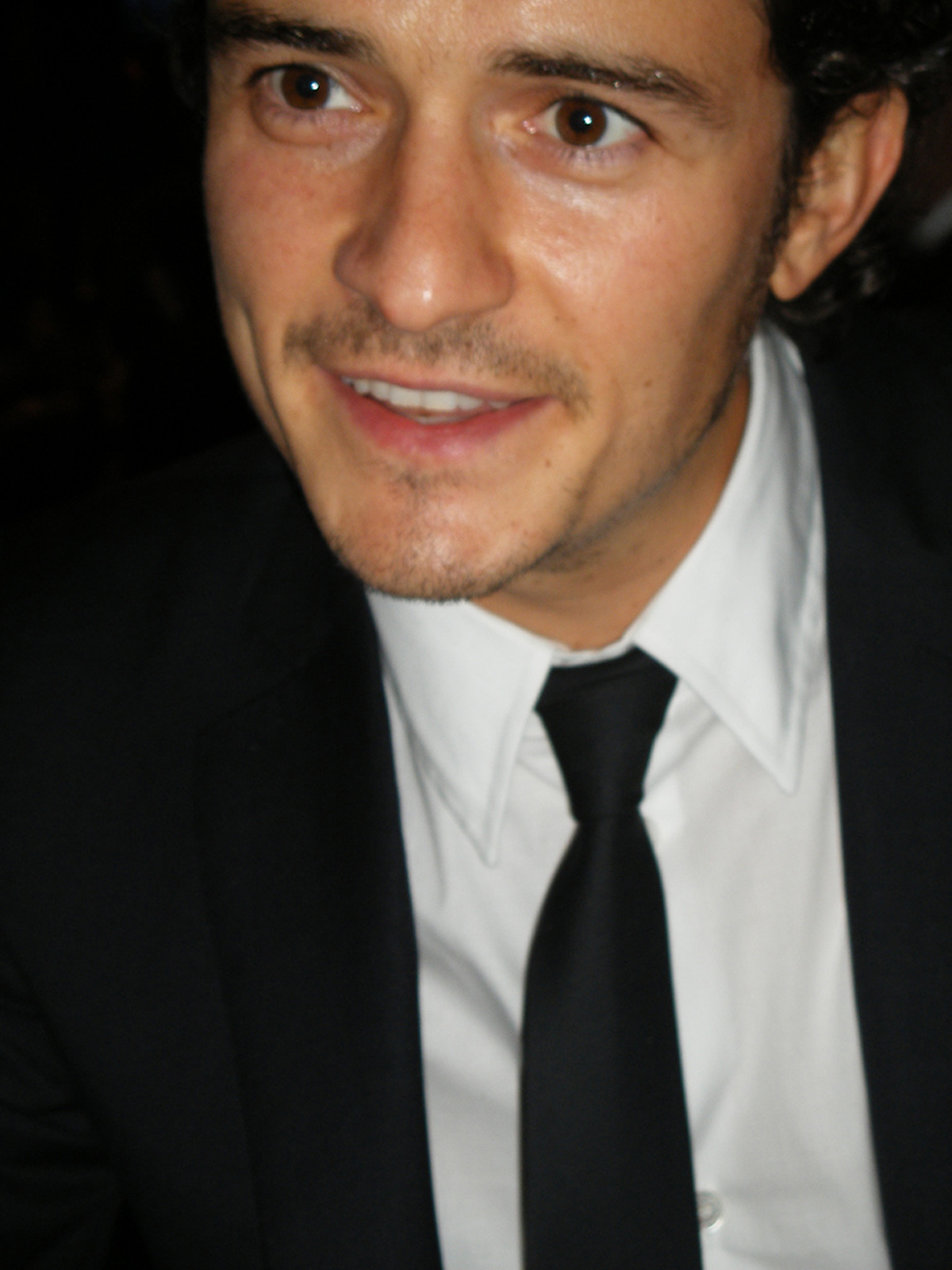
У 2008 році.

З'явившись у 2004 році в британській комедії «Хлопець із кальцію» у ролі молочаря Джиммі Коннеллі, який зненацька стає претендентом на звання чемпіона світу з боксу, Блум взяв участь у черговому великобюджетному голлівудському проєкті — історичній драмі «Троя» за мотивами поеми Гомера «Іліада». Роль Ахілла виконав Бред Пітт, а Блум зіграв красеня Паріса. Попри безліч історичних невідповідностей і досить вільну інтерпретацію першоджерела, фільм зібрав у світовому прокаті майже 500 мільйонів доларів.  Третім фільмом 2004 року для Блума стала кримінальна драма «Гавань», прем'єра якої відбулася на Міжнародному кінофестивалі в Торонто.
У вересні 2004 року журнал Empire назвав Блума найсексуальнішим актором зі нині живучих, а в загальному рейтингу кінозірок він посів третє місце — після Кіри Найтлі та Анджеліни Джолі.

У 2005 році актор був задіяний у двох досить успішних проєктах. Спочатку він знявся в історичному фільмі Рідлі Скотта «Царство небесне», виконавши роль коваля Баліана, який, довідавшись, що він є незаконнонародженим сином барона Готфріда Ібелинского, вступає в його загін хрестоносців і вирушає воювати з мусульманами в святу землю.

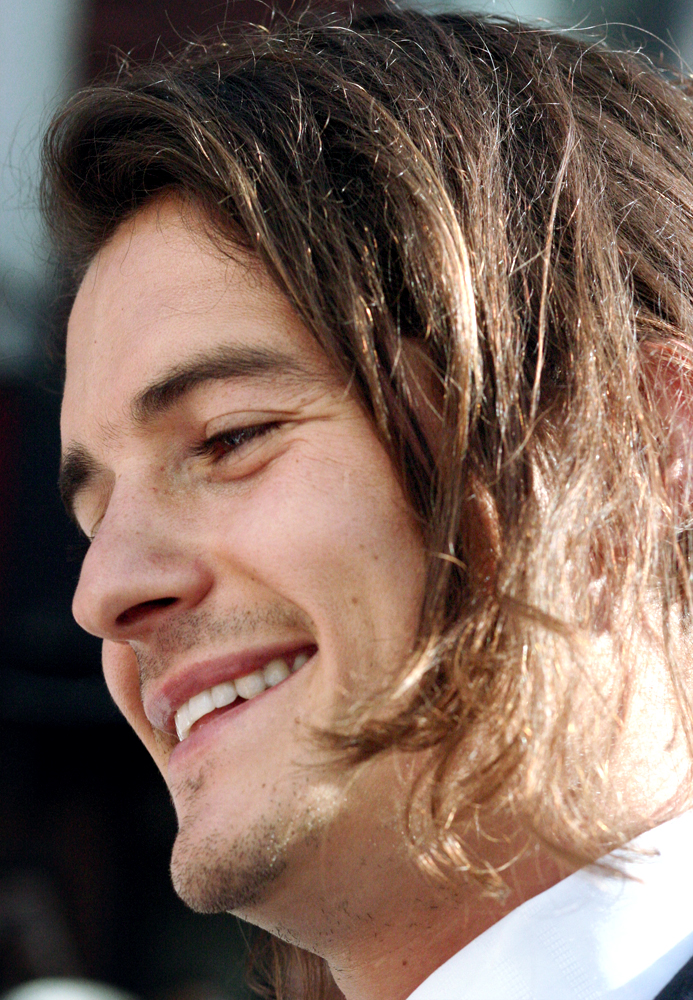
У 2006 році.

Далі в тому ж році була роль невдачливого дизайнера взуття Дрю Бейлора в сентиментальній мелодрамі Камерона Кроу «Елізабеттаун». Партнеркою Блума стала Кірстен Данст.
Взявши участь в 2006 році в не менш успішному продовженні першого фільму про пригоди капітана Джека Горобця та його друзів «Пірати Карибського моря: Скриня мерця», Блум затім знявся в епізодичній ролі в романтичній комедії Алека Кешишьяна «Любов та інші нещастя» з Бріттані Мерфі у головній ролі. Прем'єра фільму була запланована на вересень 2006 року й відбулася на Міжнародному кінофестивалі в Торонто.

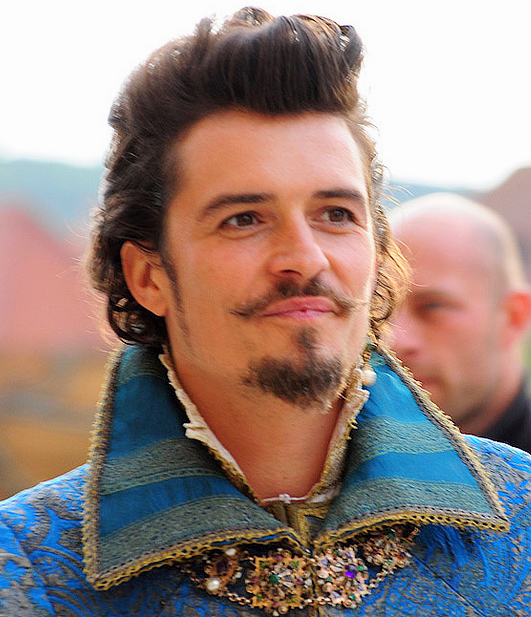
У 2010 році

У 2007 вийшов третій фільм із серії «Пірати Карибського моря» за участю Блума — «На краю світу».
Влітку 2007 року він з'явився у лондонській постановці п'єси Девіда Стори «У святкуванні» Його персонаж був одним із трьох братів, які повертаються додому на 40-ву річницю весілля своїх батьків.
24 серпня 2007 року він вперше в житті знявся у телевізійній рекламі на японському телебаченні в нічному ефірі, просуваючи бренд Uno косметичного виробника Shiseido. 2-хвилинна версія рекламного ролика на науково-фантастичну тематику «лише на одну ніч» дала старт маркетинговій кампанії продукту.
2008 року він підписався на невелику роль у британському фільмі «Виховання почуттів», але відмовився від неї, щоб зіграти головну роль у фільмі Джонні То «Червоне коло». Також у 2009 році він був однією з багатьох зірок, які з'явилися в Нью-Йорку на фестивалі «Нью-Йорку, я люблю тебе», що містив 12 короткометражних фільмів в одному.
Блум з'явився у фільмі «Три мушкетери» разом з Мілою Йовович, Логаном Лерманом, Меттью Макфедьєном, Реєм Стівенсоном, Люком Евансом, Джуно Темпл і Крістофом Вальсом, що вийшов на екрани у 2011 році. Блум повторив свою роль Леґоласа у другій і третій частинах «Гобіта», трисерійного приквелу Пітера Джексона до трилогії «Володар перснів».
У серпні 2013 року він дебютував на бродвейській сцені в ролі Ромео у виставі «Ромео і Джульєтта» в театрі Річарда Роджерса. Театральний критик «Нью-Йорк таймс» Бен Брентлі описав виступ Блума як «першокласний бродвейський дебют» у головній ролі: «Цього разу ми маємо Ромео, який суттєво еволюціонує, від позерського юнака, закоханого в кохання, до чоловіка, який відкриває для себе приголомшливе одкровення справжнього кохання, а в останньому акті впадає в жовчний, гіркий гнів, що межує з божевіллям.»
У жовтні 2011 року Блум заявив, що хотів би повернутися для п'ятого фільму «Піратів Карибського моря». Блум зіграв свого персонажа, Вілла Тернера, у ролі другого плану в п'ятому фільмі «Пірати Карибського моря: Помста Салазара», який вийшов на екрани у травні 2017 року.
У 2018 році Блум зіграв головну роль у фільмі «Кілер Джо», знятому студією «Трафальгар». Орландо Блум знявся в телешоу Amazon Prime «Карнівал Роу», другий сезон якого знімався в Празі, згодом виробництво було тимчасово відкладено через COVID-19.
1 червня 2020 року він приєднався до YouTube-серіалу Джош Ґада «Reunited Apart», який возз'єднує акторів популярних фільмів за допомогою відеоконференцій і сприяє пожертвам у некомерційні благодійні фонди.
У липні 2020 року Блум знявся у військовому фільмі «Аванпост», в якому виконав роль капітана Бенджаміна Кітінга.
У 2023 році він зіграв Денні Мура, менеджера з маркетингу Nissan, у спортивному фільмі «Ґран Туризмо», заснованому на реальній історії Янна Марденборо.

## Особисте життя
Хобі актора — екстремальні види спорту (скайдайвінг, серфінг, стрибки з парапланом, сноубординг), крім того він захоплюється скульптурою, фотографією й автомобілями. Він є вболівальником футбольного клубу «Манчестер Юнайтед». Живе в Лондоні. Під час знімання фільму «Царство небесне» в Марокко Орландо Блум урятував і взяв до себе собаку Сіді (порода — салукі, чорна з білою плямою на грудях).
Блум — буддист. 2004 року став членом організації Соку Гаккай. Також є членом організації із захисту екології. У підтримку кампанії оновив свій будинок в Лондоні, поставивши сонячні батареї, розподіляючи сміття для переробки та утилізуючи використані лампочки. Бере участь у програмах ЮНІСЕФ, будучи міжнародним послом фонду.
Блум був у стосунках з американською акторкою Кейт Босворт. Ім'я Орландо також часто пов'язують із акторками Умою Турман, Кірстен Данст, Сієнною Міллер, Джессікою Біль, Пенелопою Крус, Наомі Гарріс. Виникли чутки про його роман з Дженніфер Еністон після того, як їх бачили разом на відпочинку в Мехіко.
У липні 2010 року одружився з австралійською моделлю Мірандою Керр. 6 січня 2011 року у пари народився син Флінн. 2013 року пара розійшлася.
З 2016 року почав зустрічатися зі співачкою Кеті Перрі. У лютому 2017 року пара розійшлася, але у квітні 2018 року поновила стосунки. 5 лютого 2019 року на сторінках Інстаграм Орландо Блума та Кеті Перрі з'явилися повідомлення про заручини пари.

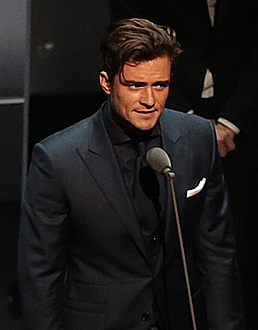
Блум на церемонії вручення премії British Fashion Awards, 2015

У 2020 році Кеті Перрі народила доньку Дейзі.
11 червня 2025 року в ЗМІ з'явились повідомлення, що Кеті Перрі та Блум розлучаються.
Має два татуювання: цифра дев'ять ельфійською мовою на зап'ясті (зроблено після знімання у фільмі «Володар перснів» — її мають усі із Братерства кільця) і зображення сонця біля пупка.
Був курцем, припинив курити в 2002 році.
У Блума було безліч травм: перелом лівої руки, пошкодження черепа після падіння з дерева, зламаний ніс у результаті гри в регбі, перелом правої ноги в Швейцарії під час катання на лижах, перелом лівої ноги (катання на мотоциклі), перелом правого зап'ястя під час сноубордингу. Ще під час навчання в школі Орландо отримав важку травму, коли допомагав ремонтувати дах тераси своєму другові. «Я зламав спину. Я випав з вікна… у друзів був засклений дах на майданчику прямо під квартирою, і я скотився на водостічний жолоб. Він не витримав, і я пролетів три поверхи». Під час знімання «Володаря перснів» актор упав з коня й зламав ребро, що однак не зашкодило йому порушувати заборони режисера й у перервах між зніманням кататися на гірських лижах й навчатися серфінгу.

## Орландо Блум і Україна
У квітні 2016 року Орландо Блум відвідав Україну як посол ЮНІСЕФ і зустрівся зі своїми українськими фанатами. Орландо Блум відвідав Святогірськ, Краматорськ, Слов'янськ, Маріуполь, Київ і Харків.

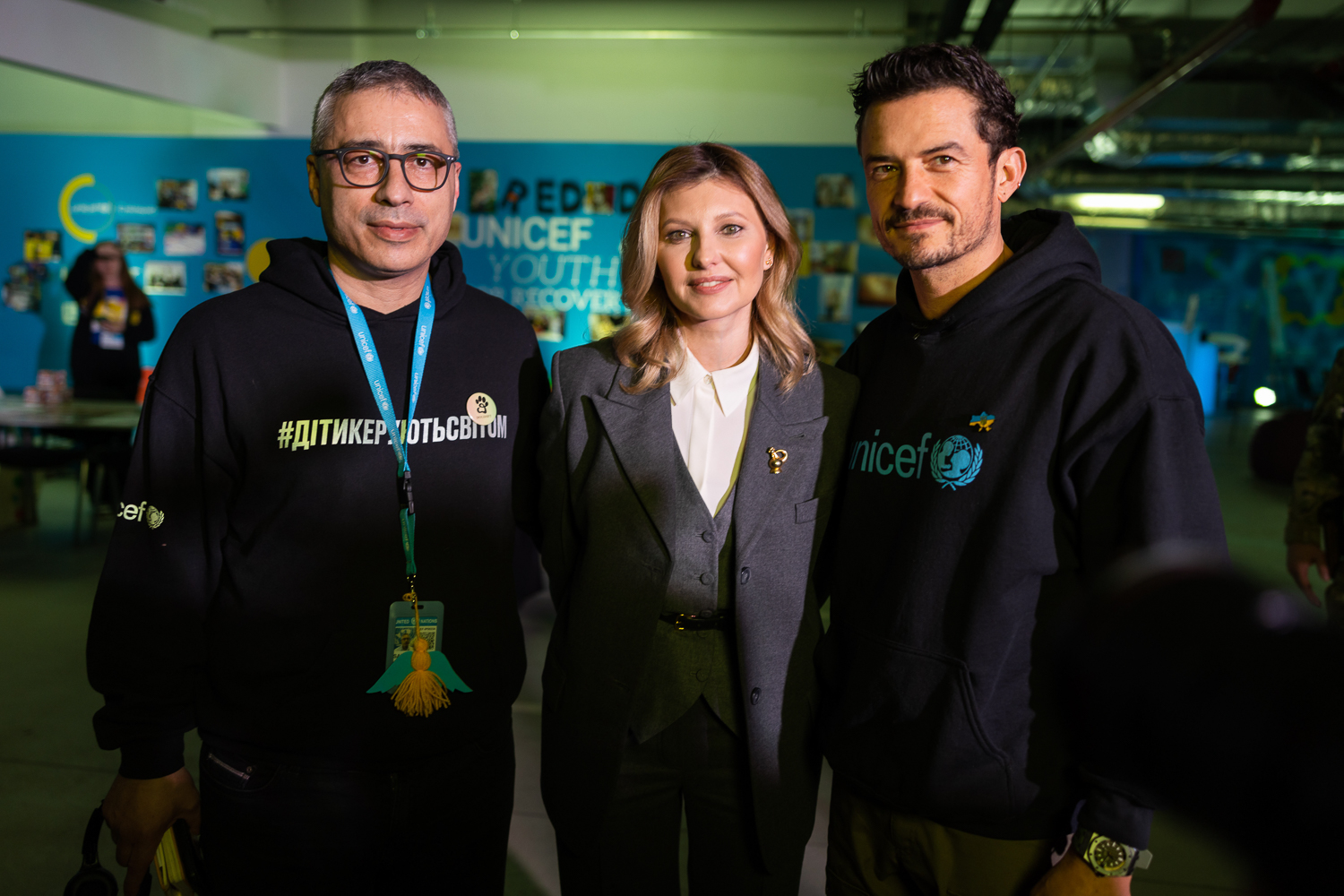
Блум як посол ЮНІСЕФ

У зв'язку з вторгненням Росії в Україну актор опублікував допис у своєму Instagram та закликав світ підтримати Україну. Також як посол ЮНІСЕФ він прибув до Молдови, де підтримує українців, які були вимушені покинути свої домівки через війну.
26 березня 2023 року завітав до України. Де відвідав дитячий центр «Спільно». «Сьогодні я прибув до України вперше після поїздки з 2016 року. Відтоді як я був тут, я навіть не міг уявити, що війна може поширитись на всю країну. Але сьогодні мені пощастило почути дитячий сміх у дитячій точці», — поділився Орландо Блум в соцмережах. Також зустрівся з Президентом України Володимиром Зеленським і відомим українським собакою Джек Рассел Патроном .

## Фільмографія

### Фільми
| Рік  |     | Українська назва                                    | Оригінальна назва                                      | Роль                        |
| ---- | --- | --------------------------------------------------- | ------------------------------------------------------ | --------------------------- |
| 1997 | ф   | Вайлд                                               | Wilde                                                  | жиголо                      |
| 2001 | ф   | Падіння «Чорного яструба»                           | Black Hawk Down                                        | рядовий Тод Блекберн        |
| 2001 | ф   | Володар перснів: Братство Персня                    | The Lord of the Rings: The Fellowship of the Ring      | Леґолас                     |
| 2002 | ф   | Володар перснів: Дві вежі                           | The Lord of the Rings: The Two Towers                  | Леґолас                     |
| 2003 | ф   | Банда Келлі                                         | Ned Kelly                                              | Джозеф Бірн                 |
| 2003 | ф   | Пірати Карибського моря: Прокляття «Чорної перлини» | Pirates of the Caribbean: The Curse of the Black Pearl | Вілл Тернер                 |
| 2003 | ф   | Володар перснів: Повернення короля                  | The Lord of the Rings: The Return of the King          | Леґолас                     |
| 2004 | ф   | Хлопчик з кальцію                                   | The Calcium Kid                                        | Джимі Конелі                |
| 2004 | ф   | Троя                                                | Troy                                                   | Паріс                       |
| 2004 | ф   | Гавань                                              | Haven                                                  | Шай                         |
| 2005 | ф   | Царство небесне                                     | Kingdom of Heaven                                      | Баліан д'Ібелін             |
| 2005 | ф   | Елізабеттаун                                        | Elizabethtown                                          | Дрю Бейлор                  |
| 2006 | ф   | Кохання та інші катастрофи                          | Love and Other Disasters                               | Паоло                       |
| 2006 | ф   | Пірати Карибського моря: Скриня мерця               | Pirates of the Caribbean: Dead Man’s Chest             | Вілл Тернер                 |
| 2006 | док | Геноцид вірменів                                    | The Armenian Genocide                                  | Авґусе Берно                |
| 2007 | ф   | Пірати Карибського моря: На краю світу              | Pirates of the Caribbean: At World’s End               | Вілл Тернер                 |
| 2007 | док |                                                     | Everest: A Climb for Peace                             | оповідач                    |
| 2009 | ф   | Нью-Йорку, я люблю тебе                             | New York, I Love You                                   | Девід                       |
| 2010 | ф   | Симпатія до прекрасного                             | Sympathy for Delicious                                 | The Stain                   |
| 2010 | ф   | Головна вулиця                                      | Main Street                                            | Гаріс Паркер                |
| 2011 | ф   | Хороший лікар                                       | The Good Doctor                                        | доктор Мартін Блейк         |
| 2011 | кф  |                                                     | Fight for Your Right                                   | Джоні Раєл                  |
| 2011 | ф   | Мушкетери                                           | The Three Musketeers                                   | Герцог Бекінгемський        |
| 2013 | ф   | Зулу                                                | Zulu                                                   | Браєн Іпкін                 |
| 2013 | ф   | Хоббіт: Пустка Смога                                | The Hobbit: The Desolation of Smaug                    | Леґолас                     |
| 2014 | ф   | Хоббіт: Битва п'яти воїнств                         | The Hobbit: There and Back Again                       | Леґолас                     |
| 2015 | ф   |                                                     | Digging for Fire                                       | Бен                         |
| 2017 | ф   | Таємний агент                                       | Unlocked                                               | Джек Елкот                  |
| 2017 | ф   | Пірати Карибського моря: Помста Салазара            | Pirates of the Caribbean: The Revenge of Salazar       | Вілл Тернер                 |
| 2017 | ф   | Шанхайський перевізник                              | S.M.A.R.T. Chase                                       | Денні Страттон              |
| 2017 | ф   | Відступник                                          | Romans                                                 | Мальком                     |
| 2020 | ф   |                                                     | The Outpost                                            | капітан Бенджамін Д. Кітінг |
| 2021 | ф   | Голка в копиці часу                                 | Needle in a Timestack                                  | Томмі Гамблтон              |
| 2023 | ф   | Ґран Туризмо                                        | Gran Turismo                                           | Денні Мур                   |
| 2024 | ф   | Кривава права рука                                  | Red Right Hand                                         | Кеш                         |
| 2025 | ф   | Глибоке прикриття                                   | Deep Cover                                             | Марлон                      |

### Телебачення
| Рік       |    | Українська назва                       | Оригінальна назва | Роль                                              |
| --------- | -- | -------------------------------------- | ----------------- | ------------------------------------------------- |
| 1994—1996 | с  |                                        | Casualty          | Ноель Харрісон (3 епізоди)                        |
| 2000      | с  | Убивства в Мідсомері                   | Midsomer Murders  | Пітер Дрінквотер (епізод: "Judgement Day")        |
| 2006      | с  | Масовка                                | Extras            | карикатурна версія себе (епізод: "Orlando Bloom") |
| 2011      | с  | Лос-Анджелеський філармонічний оркестр | LA Phil Live      | Ромео (епізод: "Dudamel Conducts Tchaikovsky")    |
| 2016      | с  |                                        | Easy              | Том (епізод: "Utopia")                            |
| 2019—2023 | с  | Карнівал Роу                           | Carnival Row      | Райкрофт Філострат (2 сезони)                     |
| 2021      | мс | Принц                                  | The Prince        | Гаррі (12 епізодів)                               |